# 酸性紙
酸性紙（さんせいし、英語: acid paper）は、製造過程で硫酸アルミニウム（硫酸ばんど）等を用いて製造された酸性の洋紙。
酸性紙はヨーロッパでの工業化に伴う紙の需要に応じ、生産技術が開発された19世紀半ば（1850年代）から大量に製造されるようになった。20世紀に入り、紙の大部分がそれまで主だった植物の繊維から製造した紙から、木材を化学処理してセルロース繊維を取り出したパルプを原料とした酸性紙に取って代わられた。このパルプを網で漉き濾し、乾燥させたものが紙である。
これ以前の技術の紙はインクが滲み、活字や図画などを印刷するには適さなかった。しかし、それを解決するため、製造工程の途中で紙に滲み止めにロジン（松やに）などを原料とした（サイズ剤、サイジング）が施されるようになった。陰イオンを持つ鹸化ロジンエマルションを、同じく陰イオンを持つ紙の繊維のヒドロキシ基に定着させるためには、硫酸アルミニウムを添加して、錯体のロジン酸アルミニウムを形成させる必要がある。しかし、硫酸アルミニウムの持つ硫酸イオンは空気中の水分と反応して紙の中で硫酸を生じ、紙を酸性にする。この硫酸は紙の繊維であるセルロースを徐々に加水分解する作用を持ち、経年変化で次第に紙を劣化させる。

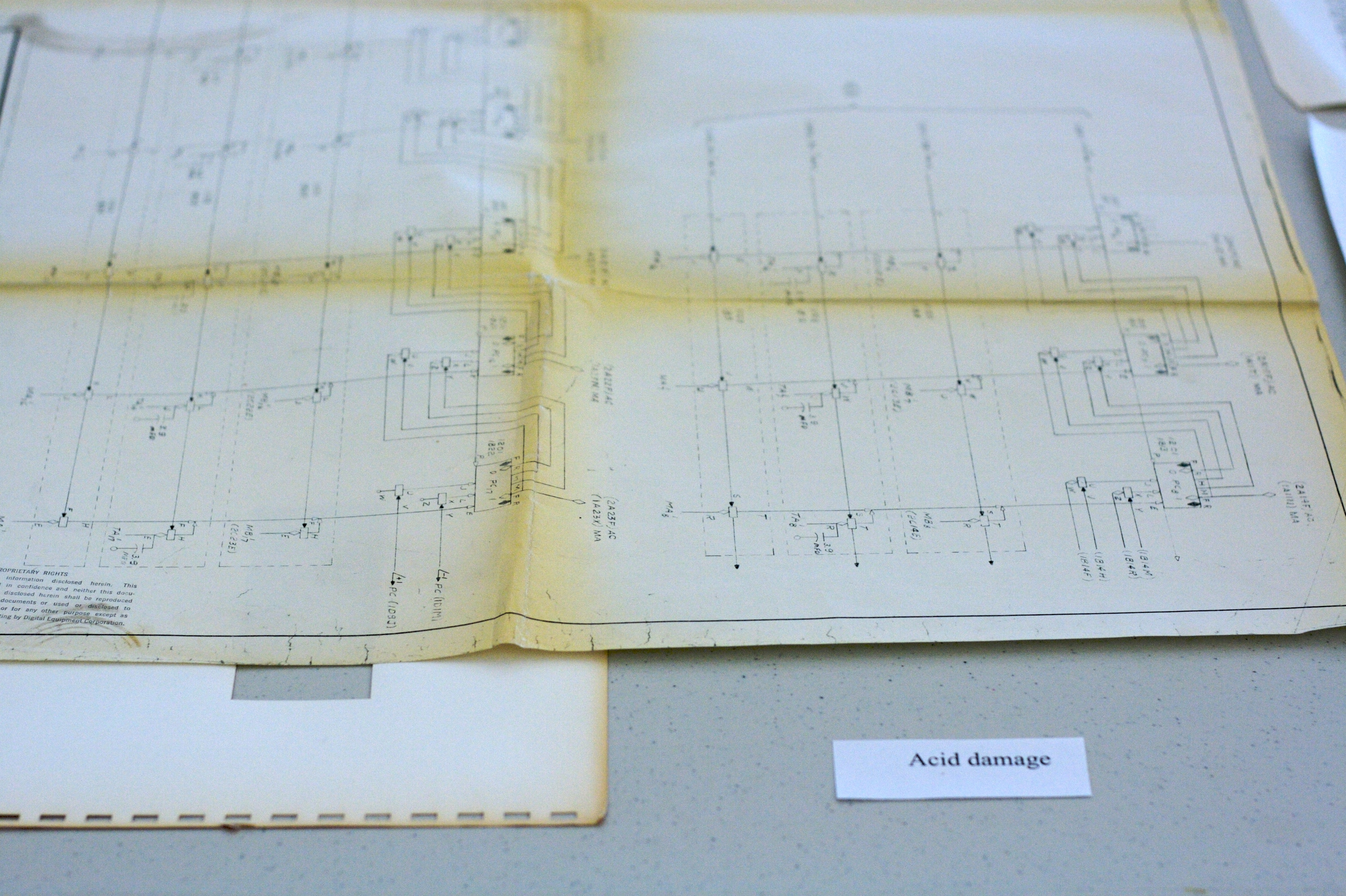
劣化した酸性紙
折り目のところが黄変している

酸性紙は前述のようにセルロースの劣化が起こりやすいため、製造から50年から100年程経過した紙は崩れてしまう。この問題は本を大量に収集し、長期間保管する使命を持つ図書館で特に問題視され、早くから酸性紙を使用していた分だけ欧米では深刻であり、1970年代頃からアメリカやヨーロッパ諸国を中心に「酸性紙問題」として社会問題となった。酸性紙に塩基性のガスを噴霧し、中和する作業（Mass deacidification）も行われるようになったが、作業の効率に限界があるため、後回しになったものが次々と劣化している。
これらの問題を解決すべく、酸性紙の崩壊が社会問題化してきた1970年代に中性や塩基性の滲み止めを塗布して製造した中性または塩基性の紙である中性紙が広く用いられ始めた。中性紙は酸性紙と比べて劣化が少なく、50年程度の寿命であった酸性紙に比べ、3倍から4倍の年数保持できるとされているため、今日では書籍や重要度の高い資料へ使用される紙の多くは中性紙に切り替えられるなど、出版界や産業界で利用が拡大している。
しかし、従来の酸性紙は長く製造されてきた紙であり、量産できることから、新聞や雑誌などの長期間の保存をあまり必要としない印刷物や包装の用途では現在も酸性紙が多く使用されている。
酸性紙は硫酸イオンを含むため燃焼させれば繊維が炭化し、黒色の炭化物が残る。